# Gałczyński
Gałczyński (forma żeńska: Gałczyńska; liczba mnoga: Gałczyńscy) – polskie nazwisko. Na początku lat 90. XX wieku w Polsce nosiło je 2200 osób.

## Osoby noszące nazwisko Gałczyński
- Konstanty Ildefons Gałczyński (ur. 23 stycznia 1905 w Warszawie, zm. 6 grudnia 1953 tamże) – poeta;
- Natalia Gałczyńska z domu Awałow, ps. Anna Glińska (ur. 29 sierpnia 1908 w Kaliszu, zm. 22 listopada 1976 w Warszawie) – pisarka, żona Konstantego Ildefonsa;
- Kira Gałczyńska (ur. 26 kwietnia 1936 w Wilnie, zm. 20 grudnia 2022 w Warszawie) – pisarka, córka Natalii i Konstantego Gałczyńskich.